# Mellicta nigriornea
Mellicta nigriornea är en fjärilsart som beskrevs av Barend J. Lempke 1955. Mellicta nigriornea ingår i släktet Mellicta och familjen praktfjärilar. Inga underarter finns listade i Catalogue of Life.